# Stefan Lindemann
Stefan Lindemann (ur. 30 września 1980 w Erfurcie) – niemiecki łyżwiarz figurowy, wielokrotny mistrz kraju w jeździe indywidualnej.
Lindemann występuje w zawodach rangi seniorskiej od 1999. Jego największym sukcesem było zdobycie brązowego medalu na mistrzostwach świata w 2004. Rok później zdobył brązowy medal na mistrzostwach Europy. Uczestnik warszawskich Mistrzostw Europy w Łyżwiarstwie Figurowym w 2007.